# Omega Speedmaster Professional

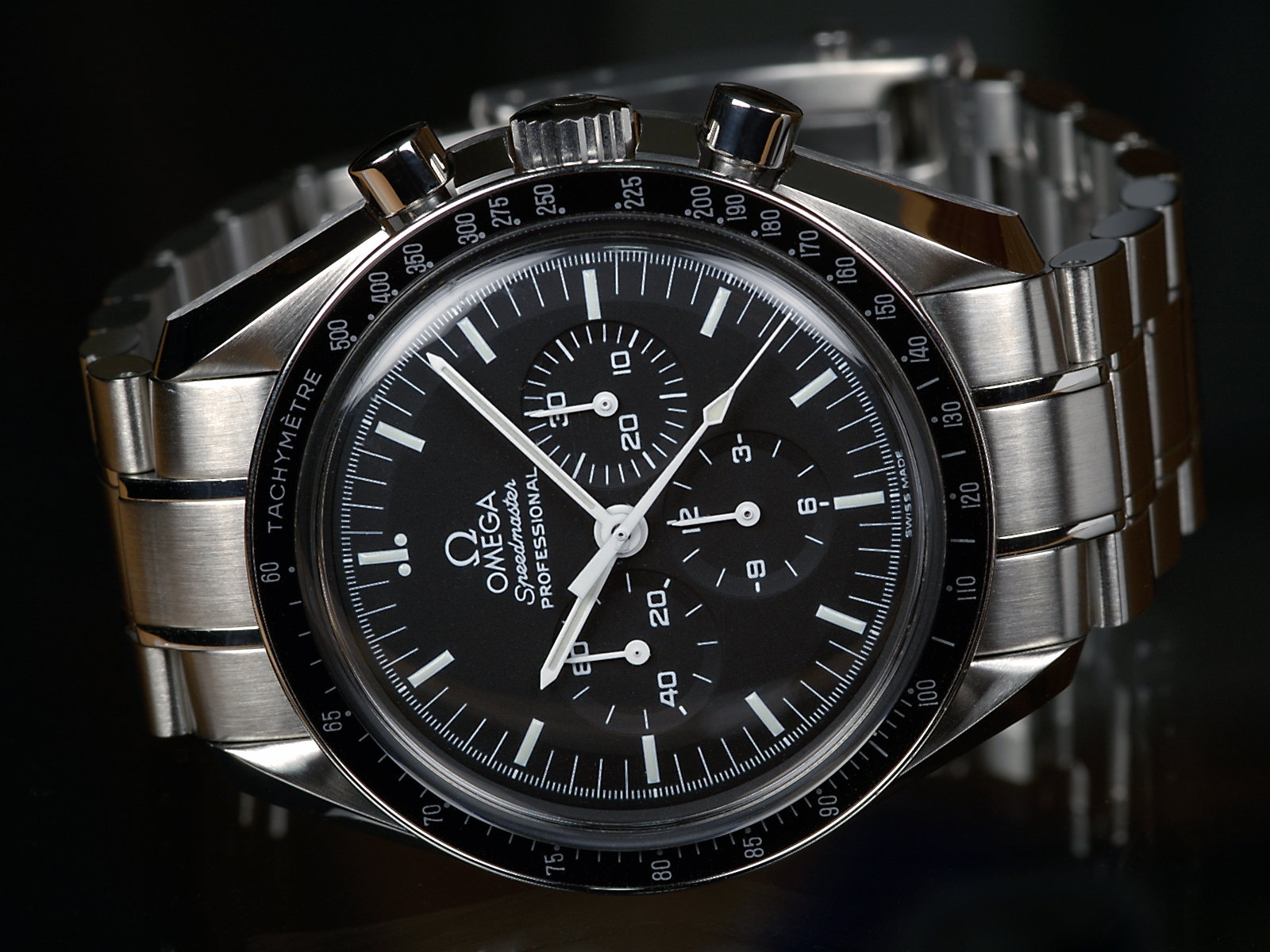
Die bis 2021 aktuelle Speedmaster Professional (Referenznummer 311.30.42.30.01.006)

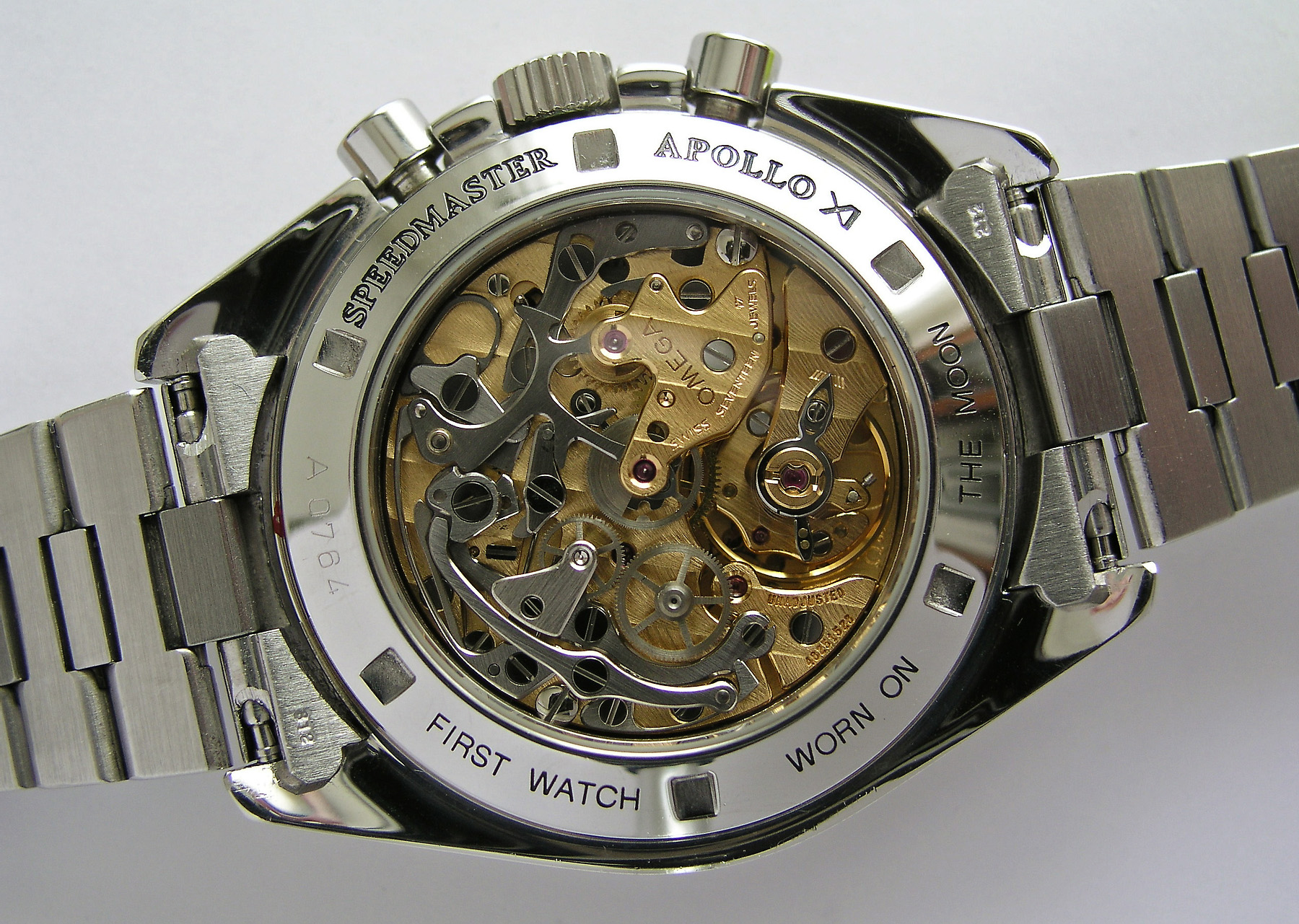
Rückseite mit Glasboden der Saphirglas-Version, gelbvergoldetes Kaliber 864

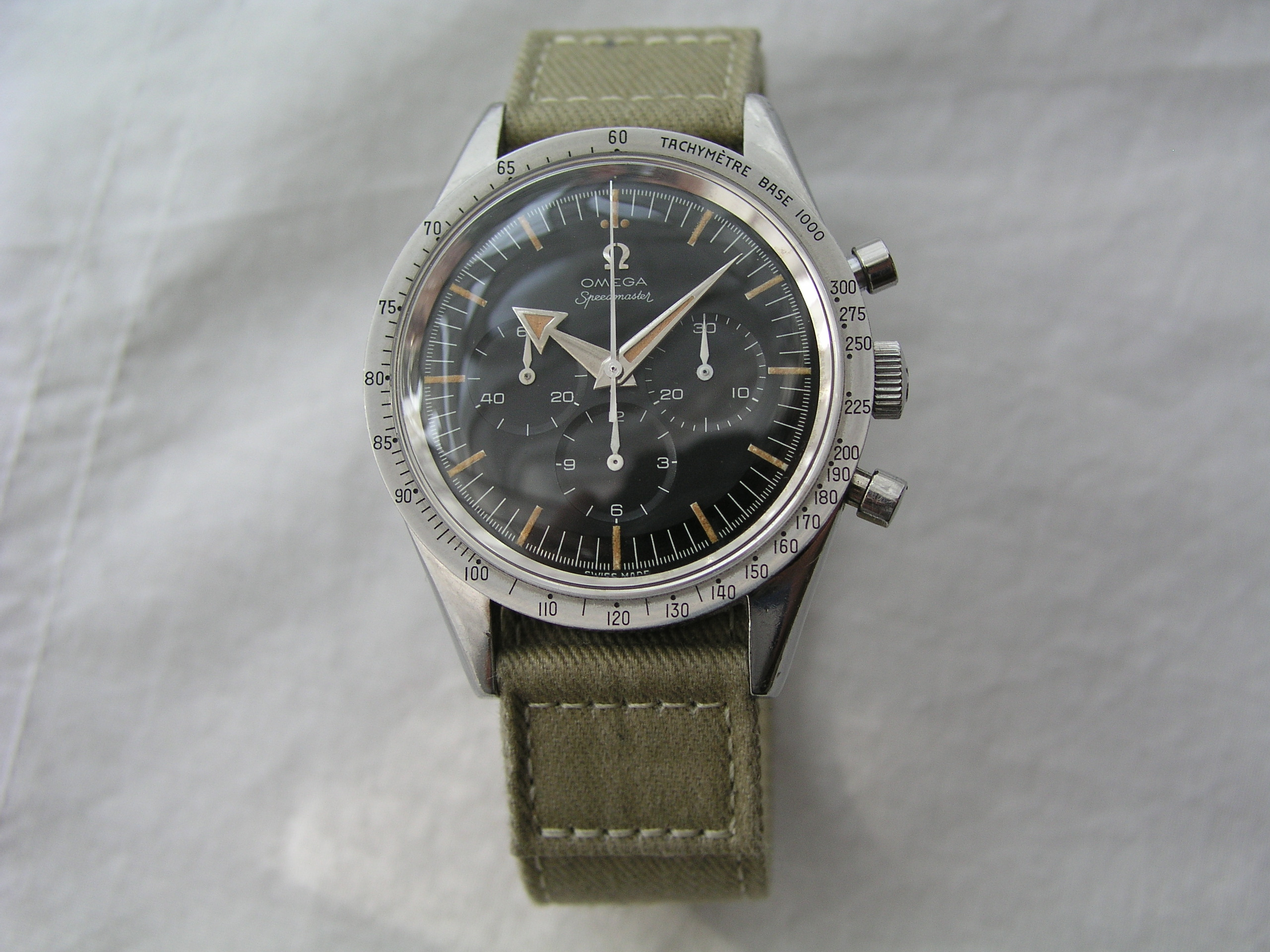
Erste Omega Speedmaster von 1959 mit Pfeilzeigern und Stahllünette

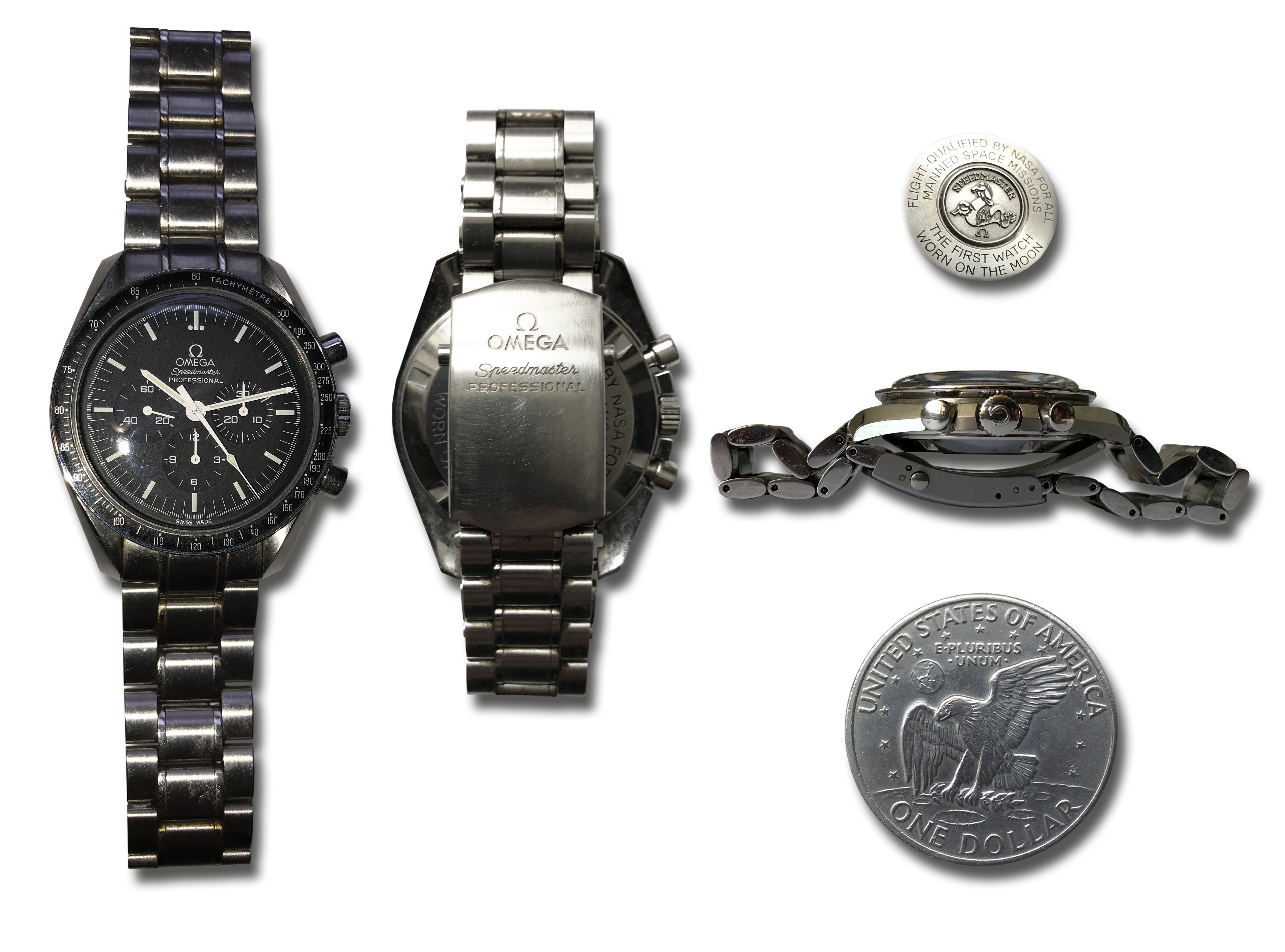
Maßstabsgetreue Darstellung Speedmaster Professional, Vorderseite / Rückseite / Arbeitsseite. Rechts oben die Rückseite mit der Zertifizierung. Rechts unten der „Moon-Dollar“ mit dem Emblem der Apollo-11-Mission

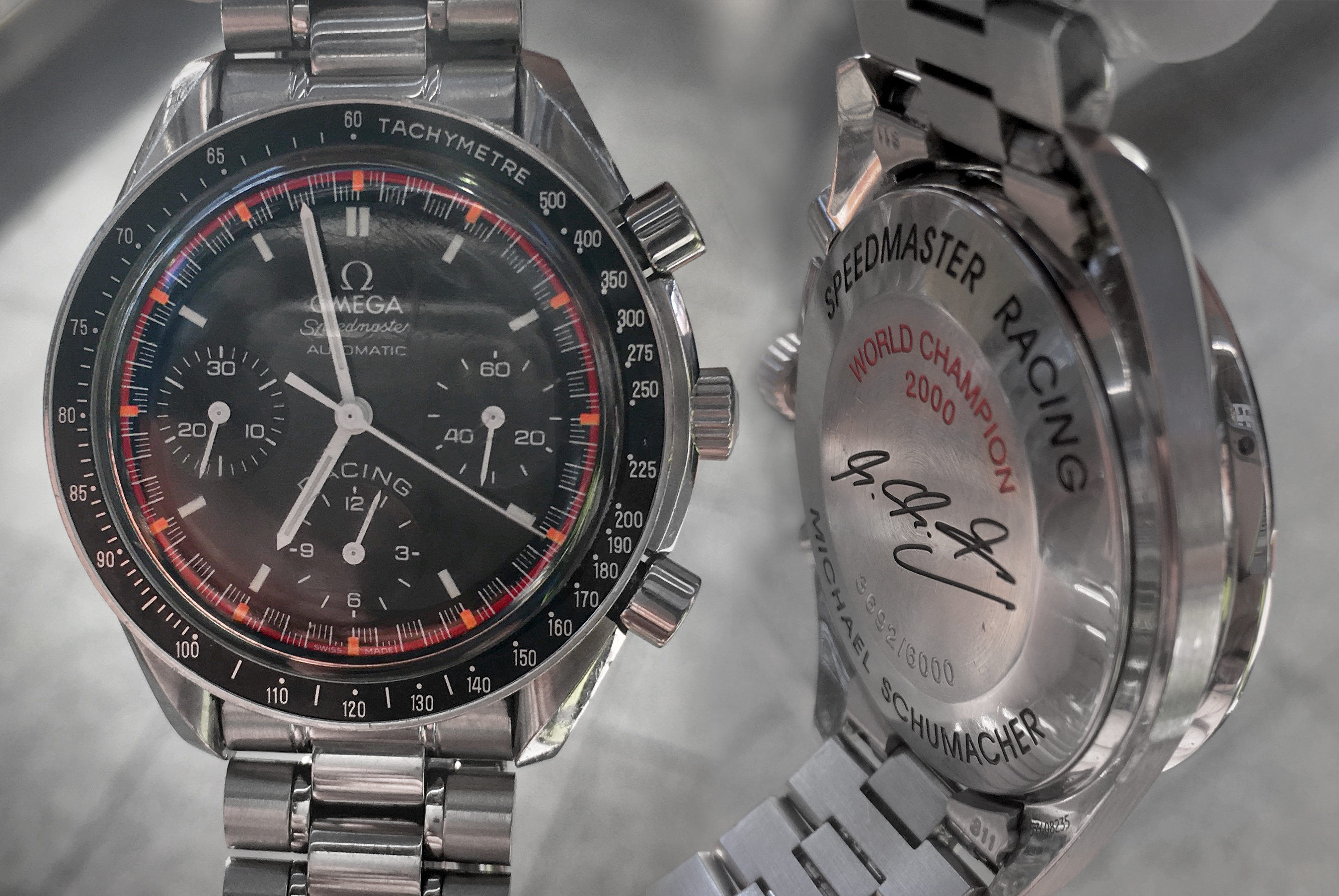
Omega Speedmaster Racing mit Automatikwerk aus dem Jahr 2000, eine der zahlreichen Sondereditionen der Uhr.

Die Omega Speedmaster Professional ist eine Armbanduhr des heute zur Swatch Group gehörenden Schweizer Unternehmens Omega. Sie ist bekannt dafür, die erste (aber nicht die einzige)
Armbanduhr auf dem Mond gewesen zu sein. Sie wird auch häufig als die „Monduhr“, „Moonwatch“ oder „Astronautenuhr“ bezeichnet. Die Omega Speedmaster Professional gilt als die meist getestete Uhr der Welt. Neben der „Professional“ existieren noch andere Modelle der Speedmaster, die teilweise andere Gehäuseformen haben oder über verschiedene Funktionen verfügen wie Datum oder automatischer Aufzug. Seit 2021 trägt die Omega Speedmaster Professional den Zusatz „Co-Axial Master Chronometer“.

## Die Uhr
Bei der Omega Speedmaster Professional handelt es sich um einen mechanischen Armbandchronographen mit Handaufzug. Die Speedmaster Professional hat in der klassischen Edelstahl-Version ein Hesalitglas und ist bis 50 Meter wasserdicht, es existieren auch Edelstahl-Versionen mit Saphirglas und Co-Axialwerk mit Datumsanzeige, und auch Goldgehäuse. Seit 2021 ist das Co-Axialwerk (Kal. 3861) das Standardwerk.
Seit der ersten Speedmaster hat sich die Uhr bis heute nur wenig verändert. Ab dem Jahre 1942 wurde das Kaliber 321 mit Säulenrad als erstes Chronographenwerk von Omega mit Zwölf-Stunden-Zähler verwendet, später dann das Kaliber 861 mit Kulissensteuerung und bei Uhren mit Sichtglas im Boden wurde das Kaliber 863 eingesetzt, das eine verbesserte Finissage hat. Mit leichten Änderungen wurden daraus die Kaliber 1861 und 1863. Die Zeigerform hat sich im Laufe der Jahre marginal geändert. Auch die Gehäuseform wurde etwas modifiziert (Kronenschutz, Bandanstöße).
Das Stahl-Band ist in seiner aktuellen Version mit fünf gebogenen und gebürsteten Gliedern pro Reihe ausgestattet.

## Referenznummern
Die Bezeichnung der einzelnen Modelle folgt der Referenznummer, die im Gehäuseboden eingraviert ist.
Das erste Modell ab dem Jahre 1946 hatte zahlreiche Referenzen, darunter die Nummer OT 2466.
| Jahr | Referenznummern                                                                        |
| ---- | -------------------------------------------------------------------------------------- |
| 1957 | CK 2915 1-3                                                                            |
| 1959 | CK 2998 1-6, 61, 62                                                                    |
| 1962 | ST 105.002                                                                             |
| 1963 | ST 105.003                                                                             |
| 1963 | ST 105.012                                                                             |
| 1966 | ST 145.003                                                                             |
| 1966 | ST 145.012                                                                             |
| 1968 | ST 145.022 (Einführung des neuen Kal.861 anstelle Kal.321)                             |
| 1969 | ST 145.014 (Stahl) ST 145.034 (Gold)– Speedmaster MARK II                              |
| 1971 | ST 145.037 – Speedmaster MARK II-Telestop                                              |
| 1971 | ST 176.0002 – Speedmaster MARK III (Kal.1040)                                          |
| 1972 | MD 145.0034 (Plaque) BA 145.0034 (Gold) – Speedmaster MARK II                          |
| 1973 | ST 378.0801 – Speedmaster 125 Automatic Chronometer (Kal.1041)                         |
| 1973 | ST 176.0009 – Speedmaster MARK IV (Kal.1040)                                           |
| 1973 | ST 188.0002 (Lederband) ST 388.08000 (Metallband) – Speedsonic mit Stimmgabelwerk 1255 |
| 1974 | ST 145.022-74                                                                          |
| 1974 | ST 176.0012 (Kal.1045)                                                                 |
| 1974 | ST 176.0014 (Kal.1045)                                                                 |
| 1974 | ST 176.0015 (Kal.1045)                                                                 |
| 1974 | ST 176.0016 (Kal.1045)                                                                 |
| 1975 | ST 145.022                                                                             |
| 1984 | ST 376.0806 – Speedmaster MARK V (sogen. German Version mit Kaliber 1045)              |
| 1985 | ST 345.0809 Mondphase (Kal. 866)                                                       |
| 1987 | ST 376.0822 – sogen. Holy Grail mit Kaliber 1045                                       |
| 1989 | ST 145.0022                                                                            |
| 1997 | ST 3570.50.00 mit Stahlarmband, ST 3870.50.31 mit Lederarmband (Kal.1861)              |
| 2021 | ST 105.012 (Kal. 3861)                                                                 |

Die Referenz der im Januar 2021 vorgestellten aktuellsten Version in der Ausführung mit Hesalitglas und Stahlarmband lautet 310.30.42.50.01.001. Darüber hinaus existieren zahlreiche weitere Varianten der Omega Speedmaster.

### Varianten

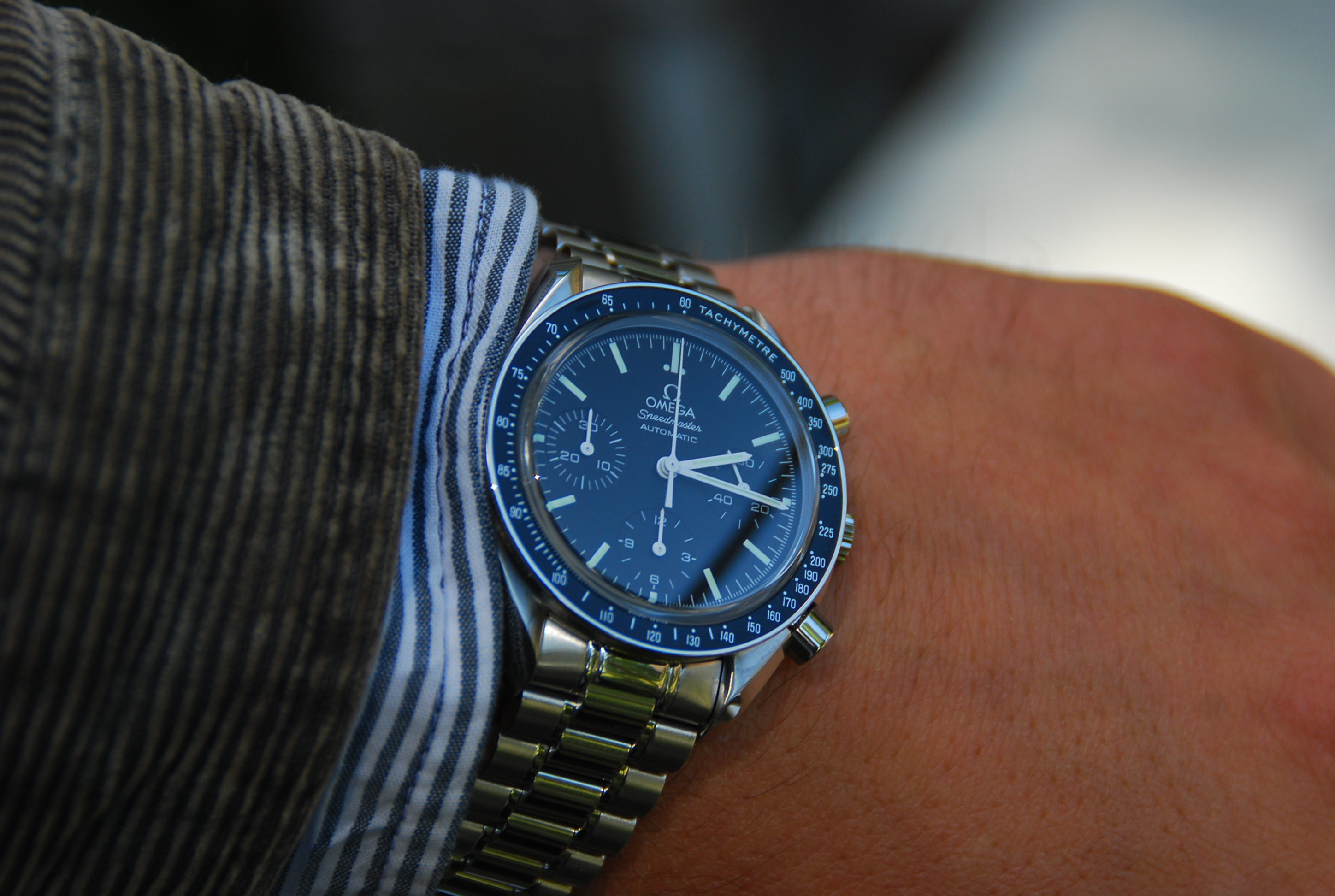
Die Omega Speedmaster Reduced

Eine verkleinerte (und günstigere) Ausführung der Professional war die Omega Speedmaster Reduced (Kaliber 3220). Ihr Durchmesser wurde auf 39,1 mm ohne Krone reduziert und das Oberflächenfinish ist nicht so aufwändig wie beim Vorbild. Sie besitzt ein Automatikwerk mit 40 Stunden Gangreserve und war in verschiedenen Varianten – beispielsweise mit Datumsanzeige – erhältlich. Das Modell wurde ab 2012 nicht mehr offiziell von Omega angeboten.
Aktuell liegt der Einstiegspreis für das Basismodell bei 7.600 € (Stand Mai 2024).
Am 26. März 2022 hat Swatch in Kooperation mit Omega eine im Design teils stark angelehnte, technisch jedoch stark abgewandelte quartzbetriebene Speedmaster MoonSwatch aus Biokeramik mit Stoffarmband auf den Markt gebracht. Das Modell ist in elf verschiedenen Farben erhältlich und für (Mai 2024) 275 € erhältlich. Das Modell hat uhrmacherisch gesehen allerdings nichts mit der originalen, handaufgezogenen Moonwatch gemeinsam.

## Geschichte als Astronauten-Uhr
Der ehemalige NASA-Mitarbeiter James H. Ragan berichtete im Jahre 2014, dass er in den 1960er Jahren Armbanduhren bei mehreren Herstellern im Auftrag der Weltraumbehörde angefragt hatte. Diese Uhren sollten bestimmte Kriterien erfüllen, die den Herstellern mitgeteilt wurden. Die eingeschickten Zeitmesser wurden von der NASA getestet und kontrolliert.
Am 3. Oktober 1962 war die Uhr mit dem Astronauten Walter Schirra an Bord von Mercury-Atlas 8 zum ersten Mal im Weltraum. Er trug die zweite Generation der Speedmaster mit der Referenznummer CK 2998.

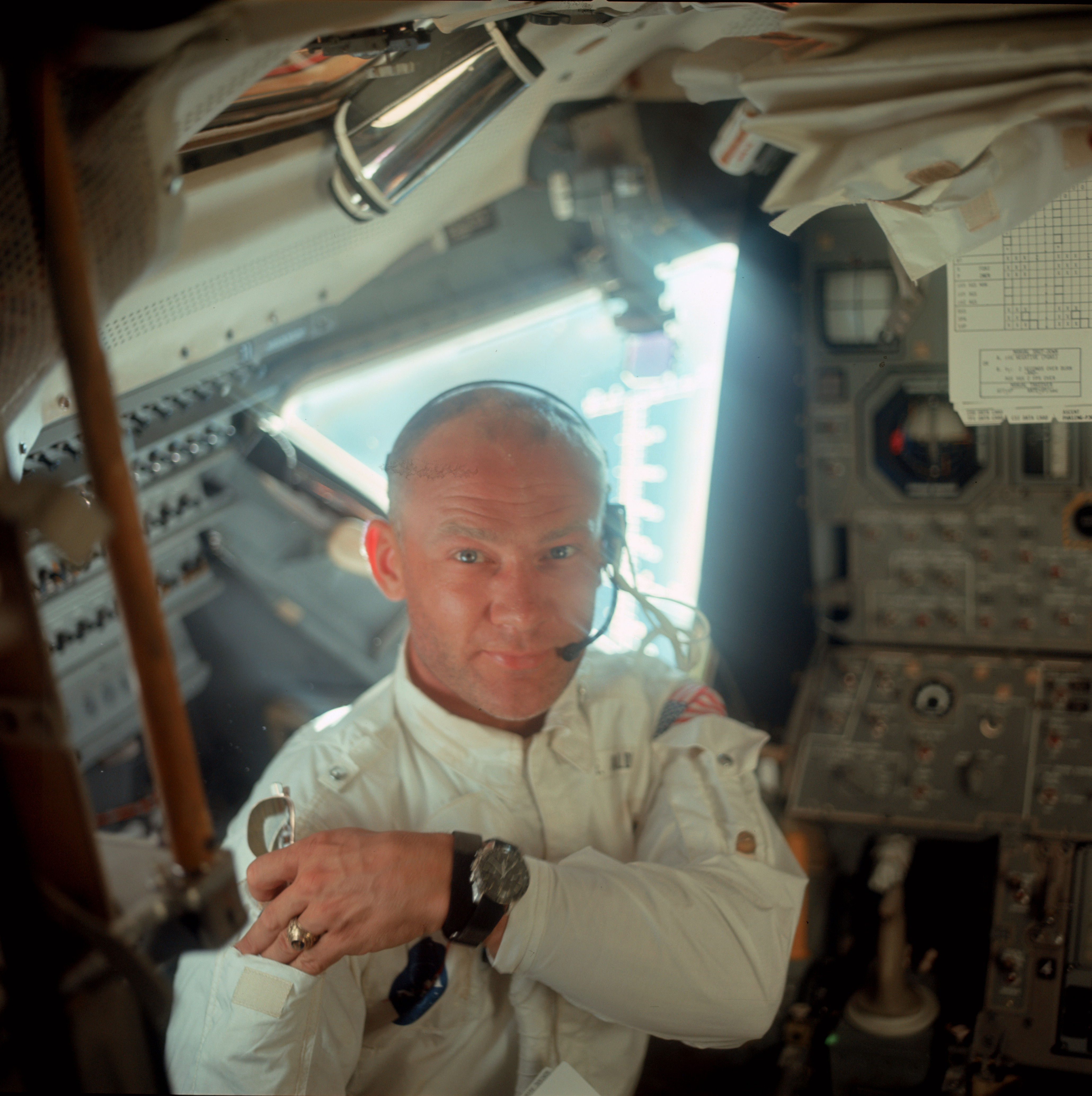
Der Astronaut Buzz Aldrin an Bord von Apollo 11 auf dem Flug zum Mond, am Handgelenk eine Omega Speedmaster. Das Foto machte sein Kollege Neil Armstrong, der bei dieser Mission als erster Mensch den Mond betrat.

Am 1. März 1965 entschied die NASA nach umfangreichen Tests, dass die Omega Speedmaster Professional als einzige Uhr für das bemannte Raumflugprogramm geeignet sei. Sie gab ihr das Prädikat „flight-qualified by NASA for all manned space missions“. Die Tests der NASA, die nur diese Uhr bestand, waren u. a. Schwerelosigkeit, starke Magnetfelder, extreme Stöße und Vibrationen sowie Temperaturveränderungen von minus 18 bis plus 93 Grad Celsius. Am 23. März 1965 wurde sie bei der Mission von Gemini 3 benutzt.
Am 3. Juni 1965 trug Ed White eine 105.003 Speedmaster bei dem ersten amerikanischen EVA, also einem Weltraumausstieg, bei dem die Uhr erstmals schutzlos den Weltraumbedingungen ausgesetzt war.
Am 21. Juli 1969 war die Speedmaster die erste Uhr auf dem Mond. Sie befand sich aber nicht am Handgelenk von Neil Armstrong, sondern an dem von Buzz Aldrin. Da beim Abstieg auf den Mond die Uhr des Lunar Modules (also der Apollo-Mondlandefähre) kaputtging, ließ Neil Armstrong seine Uhr als Ersatzgerät in der Landefähre zurück. Somit war die Uhr von Buzz Aldrin die erste Uhr auf dem Mond. Sie ging verloren, als Aldrin sie dem National Air and Space Museum zuschickte, und ist seitdem nicht mehr aufgetaucht. Ein ausführliches Gerichtsverfahren mit Untersuchung Beteiligter der Apollo-11-Mission im Juni 2004 kam zu dem Schluss, dass ein angeblicher Besitzer just jener Uhr eine andere Uhr besaß. Auffällig ist, dass die NASA bis heute nicht bekannt gegeben hat, welche eindeutigen Merkmale (Gravuren) die verschwundene Aldrin-Uhr aufweist. Die beiden Uhren von Neil Armstrong und Michael Collins sind heute im National Air and Space Museum ausgestellt.
Bei allen anderen Mondflügen war dieser Uhrentyp ebenfalls dabei. Im April 1970 war die Omega Speedmaster Professional ein wichtiger Faktor bei der erfolgreichen Rettungsmission von Apollo 13. Die Uhr wurde zum Navigieren benötigt, nachdem sonst fast alle Systeme an Bord ausgefallen waren. Die NASA verlieh der Uhr daraufhin den sog. „Snoopy Award“.
Auf der Rückseite der Uhren waren kleine eindeutige Nummern eingraviert, damit jede Uhr einem Astronauten zugeordnet werden konnte. So hatte die Uhr von Buzz Aldrin die Nummer 43.
Bei dem Rendezvous eines Apollo- und eines Sojus-Raumschiffs im Rahmen des Apollo-Sojus-Test-Projekts im Jahr 1975 trug Alexej Leonow als erster russischer Kosmonaut die Uhr. Eventuell trug Leonow allerdings nicht die Speedmaster von Omega, sondern die zweite Generation der Flightmaster mit dem Kaliber 911. Auf sämtlichen bekannten Fotos dieser Mission trägt er jedenfalls diese Uhr.
Im Jahre 1978 suchte die NASA erneut nach einer Uhr, die für das geplante Space-Shuttle-Programm geeignet war. Obwohl an der öffentlichen Ausschreibung mehr Hersteller mit ihren Modellen teilnahmen als zuvor und die Tests noch härter durchgeführt wurden, war wieder nur die fast unveränderte Omega Speedmaster Professional als einzige Uhr in der Lage, alle Tests erfolgreich zu bestehen.
1989 wurde ein Vertrag zwischen dem Unternehmen Omega und dem russischen Raumfahrtkonzern Energia abgeschlossen, der dafür sorgte, dass die Speedmaster auch bei den Kosmonauten benutzt wird.
Zusätzlich führte die russische Raumfahrtbehörde an Bord der Raumstation Mir zwischen Juli 1993 und Juli 1994 diverse Tests mit Uhren durch.

## Jetzige Situation
Noch heute zählt die Omega Speedmaster Professional zur Standardausrüstung der Astronauten und wird v. a. bei Außenbordeinsätzen benutzt. Dabei wird die Uhr über dem Raumanzug mit einem 640 mm langen Armband getragen.
Insgesamt gibt es derzeit zwei Uhren von Omega, die von der NASA mit Stand 2008 für den Weltraumflug (Start und Aufenthalt innerhalb des Raumschiffs) zertifiziert wurden:
Die Speedmaster Professional 3570.50.00 und die Speedmaster Professional X-33.
Zusätzlich ist es möglich, dass die Astronauten auch eine private Uhr mitführen dürfen. Diese darf aber nicht innerhalb des Raumanzuges mitgeführt werden, da im Falle eines Notfalls extreme Situationen auftreten können (wie z. B. starke Drücke) die zu einem Zerplatzen der Uhr innerhalb des Raumanzuges führen könnten.
Im Vakuum (EVA-Einsätze) gelten wieder andere Vorschriften, hier ist die Omega Speedmaster Professional weiterhin die einzige zugelassene Uhr.

## Spezifikationen der NASA
1. Ganggenauigkeit: Die Ganggenauigkeit muss besser als 5 Sekunden in 25 Stunden sein. Gewünscht sind höchstens 2 Sekunden in 24 Stunden.
2. Druck: Die Uhr muss einem Druck von 50 Meter Wassertiefe standhalten.
3. Lesbarkeit: Alle wesentlichen Elemente müssen unter unterschiedlichen Lichtbedingungen lesbar sein. Die Uhr muss bei Rot- und Weißlicht ablesbar sein, ebenso wie bei einer Beleuchtungsstärke von unter 5 Lux. Entweder schwarze Nummern und Zeiger auf weißem Hintergrund oder umgekehrt sind befriedigend. Die Uhr darf bei großen Beleuchtungsstärken nicht blenden. Ein Edelstahlgehäuse mit Satinoberfläche wird bevorzugt.
4. Die Uhr muss eine Start-Stopp-Möglichkeit mit folgenden zeitlichen Auflösungen besitzen:
  1. Sekunde bis 1 Minute
  2. Minute bis 30 Minuten
  3. Stunde bis 12 Stunden oder größer
5. Die Uhr muss stoßsicher, wasserdicht und antimagnetisch sein. Zusätzlich muss das Glas (Kunststoff, bei Omega Hesalit) splitterfrei sein.
6. Die Uhr kann elektrisch, manuell oder selbstaufziehend angetrieben sein – sie muss jedoch auch manuell aufgezogen und zurückgesetzt werden können.
7. Zuverlässigkeit: Der Hersteller muss garantieren, dass die Uhr unter normalen Bedingungen ein Jahr problemlos funktioniert. Technische Daten und Garantieerklärungen müssen vom Hersteller mitgeliefert werden.

## Testbedingungen der NASA
Die NASA machte eine Ausschreibung, worauf Modelle von Rolex, Omega, Longines und Wittnauer auf die nachfolgenden festgelegten Testbedingungen getestet wurden:
1. Hohe Temperatur: 48 Stunden bei 71 °C und anschließend 30 Minuten bei 93 °C. Der Druck sollte dabei 0,35 Atmosphären betragen und die relative Luftfeuchte nicht größer als 15 % sein.
2. Tiefe Temperatur: 4 Stunden bei −18 °C.
3. Temperatur-Druck-Kammer: Druckminimum bei 10−6 Atmosphären bei einem Anstieg der Temperatur auf 71 °C. Dann innerhalb von 45 Minuten die Temperatur auf −18 °C senken und wieder in den nächsten 45 Minuten auf 71 °C erhöhen. 15 oder mehr solcher Zyklen sind zu durchlaufen.
4. Relative Luftfeuchte: 240 Stunden in einem Bereich von 20 °C bis 71 °C bei einer relativen Luftfeuchte von mindestens 95 %. Der Dampf sollte einen pH-Wert zwischen 6,5 und 7,5 haben.
5. Reine Sauerstoffatmosphäre: Die Uhr wird 48 Stunden in einer reinen Sauerstoffatmosphäre bei 0,35 bar Druck gelagert. Die Temperatur beträgt 71 °C. Diverse Zerstörungen an der Uhr (wie z. B. Korrosion, Freiwerden toxischer Gase etc.) gelten als Fehlverhalten.
6. Stöße: Sechs Stöße mit einer Beschleunigung von 40 g in sechs unterschiedlichen Richtungen die jeweils 11 ms dauern.
7. Beschleunigung: Lineare Beschleunigung von 1 bis 7,25 g in 333 Sekunden entlang einer Achse parallel zur longitudinalen Achse des Raumschiffs.
8. Dekompression: 90 Minuten in einem Vakuum von 10−6 Atmosphären bei einer Temperatur von 71 °C und 30 Minuten bei 93 °C.
9. Großer Druck: Druck von 1,6 bar für mindestens eine Stunde.
10. Vibrationen: Drei Zyklen von je 30 Minuten (seitlich, horizontal, vertikal) bei einer Frequenz von 5 bis 2000 Stöße pro Sekunde und wieder zurück zu 5 Stößen innerhalb von 15 Minuten. Die durchschnittliche Beschleunigung pro Stoß muss mindestens 8,8 g betragen.
11. Lautstärke: 130 dB mit einem Frequenzspektrum von 40 bis 10000 Hz in 30 Minuten.